# Pokémon: Zemsta Mewtwo – Ewolucja
Pokémon: Zemsta Mewtwo – Ewolucja (jap. ミュウツーの逆襲 EVOLUTION Gekijōban Pocket Monsters: Minna no monogatari; ang. Mewtwo Strikes Back: Evolution) – dwudziesty drugi film o Pokémonach na podstawie anime Pokémon. Dostępny w serwisie Netflix od 13 lutego 2020 roku. Remake pierwszego filmu z serii Pokémon.

## Fabuła
Ash, Misty i Brock przyjmują zaproszenie tajemniczego trenera i spotykają Mewtwo, sztucznie stworzonego Pokémona, który bardzo chce wziąć udział w bitwie.
Źródło: Netflix

## Wersja polska[1]
Wersja polska: SDI Media Polska

Reżyseria: Adam Łonicki

Dialogi: Anna Wysocka

Kierownictwo muzyczne: Piotr Zygo

Dźwięk: Adam Łonicki, Piotr Zygo

Teksty piosenek: Lubomir Jędrasik

Wystąpili:
- Ikue Ohtani – Pikachu
- Hanna Kinder-Kiss – Ash Ketchum
- Szymon Kuśmider – Mewtwo
- Marek Włodarczyk – Brock
- Iwona Rulewicz − Misty
- Mirosław Wieprzewski – Meowth
- Izabela Dąbrowska – Jessie
- Jarosław Budnik – James
- Joanna Węgrzynowska-Cybińska – Siostra Joy
- Michał Klawiter – Fergus
- Mieczysław Morański – Doktor Fuji
- Krzysztof Rogucki – Corey
- Mateusz Weber – Naukowiec A
- Brygida Turowska – Sierżant Jenny
- Maciej Kosmala – Pirat
- Weronika Łukaszewska – Neesha
- Zuzanna Saporznikow – Miranda
- Cezary Kwieciński – Giovanni
- Miłosz Konkel – Naukowiec B
- Mikołaj Klimek – Narrator

Wykonanie piosenek:
- „Główny Temat: Pokémon” (Mewtwo Mix): Kuba Jurzyk, Kamil Bijoś, Aleksandra Bieńkowska
- „Keep Evolving”: Magdalena Tul, Aleksandra Bieńkowska